# 아만다 워커
아만다 워커(Amanda Walker, 1935년 11월 29일 ~ )는 영국의 배우, 영화배우이다.

## 영화
- 슬픔의 삼각형 (2022년) - 클레멘타인 역
- 베스트 오퍼 (2013년) - 주인 역
- 클라우드 아틀라스 (2012년)
- 퍼스트 어벤져 (2011년) - 골동품 가게 주인 역
- 배드 나잇 포 더 블루스 (2010년) - 엘리자베스 역
- 28주 후 (2007년) - 샐리 역
- 윔블던 (2004년)
- 닥터스 (2000년)
- 기차길 옆 아이들 (2000년)
- 세븐 데이 투 리브 (2000년)
- 에버 애프터 (1998년)
- 더 뉴 어드벤처 오브 로빈 훗 (1997년)
- 와일드 사파리 (1997년)
- 잉글리쉬 페이션트 (1996년)
- 노스트라다무스 (1994년)
- 하트비트 (1992년)
- 위대한 챔피언 (1990년) - 베스의 어머니 역
- 전망 좋은 방 (1985년)
- 더 빌 (1984년)
- 천일의 앤 (1969년)